# Lake Kaurapataka
Der Lake Kaurapataka ist ein See im Westland District der Region West Coast auf der Südinsel von Neuseeland.

## Geographie
Der Lake Kaurapataka befindet sich rund 155 m westlich des Otehake River, rund 2,3 km südlich des Taramakau River und rund 1,67 km östlich des Otira River und dem New Zealand State Highway 73. Der See, der sich auf einer Höhe von 410 m rund 1,6 km in Westnordwest-Ostsüdost-Richtung erstreckt, umfasst eine Fläche von 35,7 Hektar und besitzt eine Uferlinie von rund 3,75 km. Die breiteste Stelle des Sees misst rund 400 m in Nordnordost-Südsüdwest-Richtung.
Gespeist wird der Lake Kaurapataka von einigen wenigen Gebirgsbächen und obwohl die Nähe zum Otehake River mit 155 m vermuten lässt, dass der See dort seinen Abfluss besitzt, entwässert er in entgegengesetzter Richtung nach Westen über den Lake Creek zum Pfeifer Creek, der selbst kurz danach in den Taramakau River mündet.

## Lake Kaurapataka Track
Der Lake Kaurapataka Track zweigt im Tal des Taramakau River vom Te Araroa Trail in das Tal des Pfeifer Creek ab und folgt nach 1,7 km nach Osten dem Lake Creek, um dann südlich entlang des Lake Kaurapataka weiter zu führen. Vom östlichen Ende des Sees geht der Wanderweg dann steil ab in das Tal des Otehake River, wo er auf den Otehake River Trail stößt und dort endet.